# Bacchisa cyaneoapicalis
Bacchisa cyaneoapicalis es una especie de escarabajo longicornio del género Bacchisa, tribu Astathini, subfamilia Lamiinae. Fue descrita científicamente por Gressitt en 1939.

## Descripción
Mide 6-8,5 milímetros de longitud.

## Distribución
Se distribuye por China.